# Attila Petschauer
Attila Petschauer (ur. 14 grudnia 1904 w Budapeszcie, zm. 20 stycznia 1943 w Dawydowce w obwodzie woroneskim) – węgierski szablista pochodzenia żydowskiego, trzykrotny medalista olimpijski i wielokrotny medalista mistrzostw świata.
Na igrzyskach olimpijskich w Amsterdamie w 1928 roku Węgrzy w składzie: Ödön Tersztyánszky, János Garay, Attila Petschauer, József Rády, Sándor Gombos i Gyula Glykais zdobyli złoty medal w szabli drużynowej. Parę dni później zdobył srebrny medal w turnieju indywidualnym. W rundzie finałowej wygrał dziewięć z jedenastu pojedynków, podobnie jak Tersztyánszky. W pojedynku barażowym o złoty medal Tersztyánszky pokonał Petschauera 5:2. Na rozgrywanych cztery lata później igrzyskach olimpijskich w Los Angeles wspólnie z Endre Kabosem, Ernő Nagym, Gyulą Glykaisem, Györgym Pillerem i Aladárem Gerevichem zdobył złoty kolejny medal w szabli drużynowej. W rywalizacji indywidualnej był tym razem piąty, wygrywając pięć z dziewięciu pojedynków rundy finałowej. 
Podczas mistrzostw świata w Ostendzie w 1925 roku (oficjalnie rozgrywanych pod tą nazwą dopiero od 1937) wywalczył indywidualnie brązowy medal, plasując się za rodakami: Jánosem Garayem i Jenő Uhlyárikiem. W zawodach indywidualnych zdobył także srebrne medale na mistrzostwach świata w Budapeszcie (1926) i mistrzostwach świata w Liège (1930) oraz brązowe na mistrzostwach świata w Neapolu (1929) i mistrzostwach świata w Wiedniu (1931). Ponadto dwukrotnie zwyciężał w rywalizacji drużynowej: na MŚ 1930 i MŚ 1931.
W czasie II wojny światowej większość węgierskich Żydów została wysłana do obozów koncentracyjnych, jednak Petschauera początkowo, zgodnie z węgierskim ustawodawstwem, chroniło to, że został odznaczony Medalem z Koroną. W 1942 został aresztowany, wcielony do niemieckich oddziałów pomocniczych i wysłany na front wschodni na terenach dzisiejszej Ukrainy. Na początku stycznia 1943 dostał się do niewoli radzieckiej i został osadzony w obozie jenieckim w Dawydowce. Zmarł tam na dur brzuszny 20 stycznia 1943. Historia Petschauera była jedną z inspiracji filmu Kropla Słońca (1999) Istvána Szabó.